# عزلة بني مالك (الضالع)

تعديل مصدري - تعديل

عزلة بني مالك هي إحدى عزل مديرية الحشاء في [[الضالع سميت بهذا الاسم نسبتاً للشيخ المالكي الذي اول من سكنها ويوجد فيها حصن المالكي في قمة شرح وحصن حسان المالكي في أكمة الرباط ويوجد فيها العديد من الاودية والمرتفعات الجبلية مثل جبل علمان الذي كان يسمى قديماً بجبل النسور  (محافظة)|محافظة الضالع]] اليمنية ويبلغ تعداد سكانها 3001 نسمة حسب التعداد السكاني في اليمن لعام 2004.